# Ratchet
Ratchet – jedna z postaci uniwersum Transformery. Pełni funkcję głównego oficera medycznego Autobotów. Potrafi transformować się w ambulans.

## Transformers Generation 1
Postać Ratcheta pojawia się zarówno w wersji komiksowej jak i w serialu animowanym. Jednakże większą rolę odgrywa on w komiksie gdzie kilkakrotnie staje się centralną postacią całej historii.
Ratchet jest lekarzem, jego zadaniem jest przywracanie do stanu "używalności" Autoboty uszkodzone w walce z Deceptikonami. Sam nie czuje się wojownikiem, jednak musi wejść w tę rolę, gdy Autoboty zostają pokonane przez Deceptikona Shockwave'a i stają się więźniami. Ratchet ocalał, ponieważ w czasie bitwy odwoził Sparpluga Witwicky'ego, ojca przyjaciela Autobotów, Bustera Witwickiego, do szpitala. Gdy Ratchet odkrywa, co się stało z jego przyjaciółmi, jest załamany, jednak dowódca Autobotów, Optimus Prime, któremu Deceptikony pozwoliły funkcjonować, by użyć posiadanej przez niego Matrycy Stworzenia (głowa Optimusa została oddzielona od reszty ciała), przekonuje Ratcheta, że musi on stać się wojownikiem, by ocalić przyjaciół. Wkrótce potem Ratchet wpada w ręce Megatrona jednak unika zniszczenia przekonując wroga, że może pomóc mu pokonać Shockwave'a, który wcześniej pozbawił Megatrona dowództwa nad Deceptikonami i upokorzył go. Ratchet wmawia Megatronowi, iż wie jak 4 miliony lat wcześniej Shockwave został pokonany przez Dinoboty (w rzeczywistości wówczas nic o tym nie wiedział) i może sprawić by pokonały go powtórnie. Megatron zgadza się na układ, uwolni Autoboty (pozostawione na statku kosmicznym Arka pod jego strażą) w zamian za zniszczenie Shockwave'a. Ratchet choć jest świadom, że Deceptikon umowy nie dotrzyma, rusza jednak na zaginiony ląd niedaleko Antarktydy, by odnaleźć Dinoboty. Udaje mu się to, jednocześnie z pamięci komputerowej robotów odczytuje obraz ich walki z Shockwavem, 4 miliony lat wcześniej, która zakończyła się pogrzebaniem wrogów pod lawiną (Shockwave został po 4 milionach lat aktywowany, przez sondę którą zresztą wysłał Ratchet szukający zaginionych Dinobotów). Ratchet aktywuje Dinoboty a następnie przekazuje Megatronowi transmisję z ich poprzedniej walki z Shockwavem twierdząc iż jest to obraz z teraźniejszości. Na ośnieżonej górze Ratchet zastawia zasadzkę na Megatrona i gdy ten zjawia się z zamiarem zniszczenia Autobota, zostaje zaatakowany przez ukryte w śniegu Dinoboty. Megatron jednak zwycięża je i Ratchet musi sam stawić czoło potężnemu Deceptikonowi. Desperackim ciosem próbuje zepchnąć go w przepaść (wiedząc, że sam również spadnie), jednak Megatron utrzymuje się na nogach. Zanim jednak zdążył zniszczyć Ratcheta występ skalny na którym stał naruszony wskutek siły ciosu Autobota odłupał się i Megatron runął w przepaść. Przed upadkiem zdążył transformować się do postaci pistoletu i pochłoną go śnieg( jak się później okazało Megatron przetrwał, choć został uszkodzony i zniknął na jakiś czas). Ratchet mógł więc uwolnić przyjaciół uwięzionych na Arce.

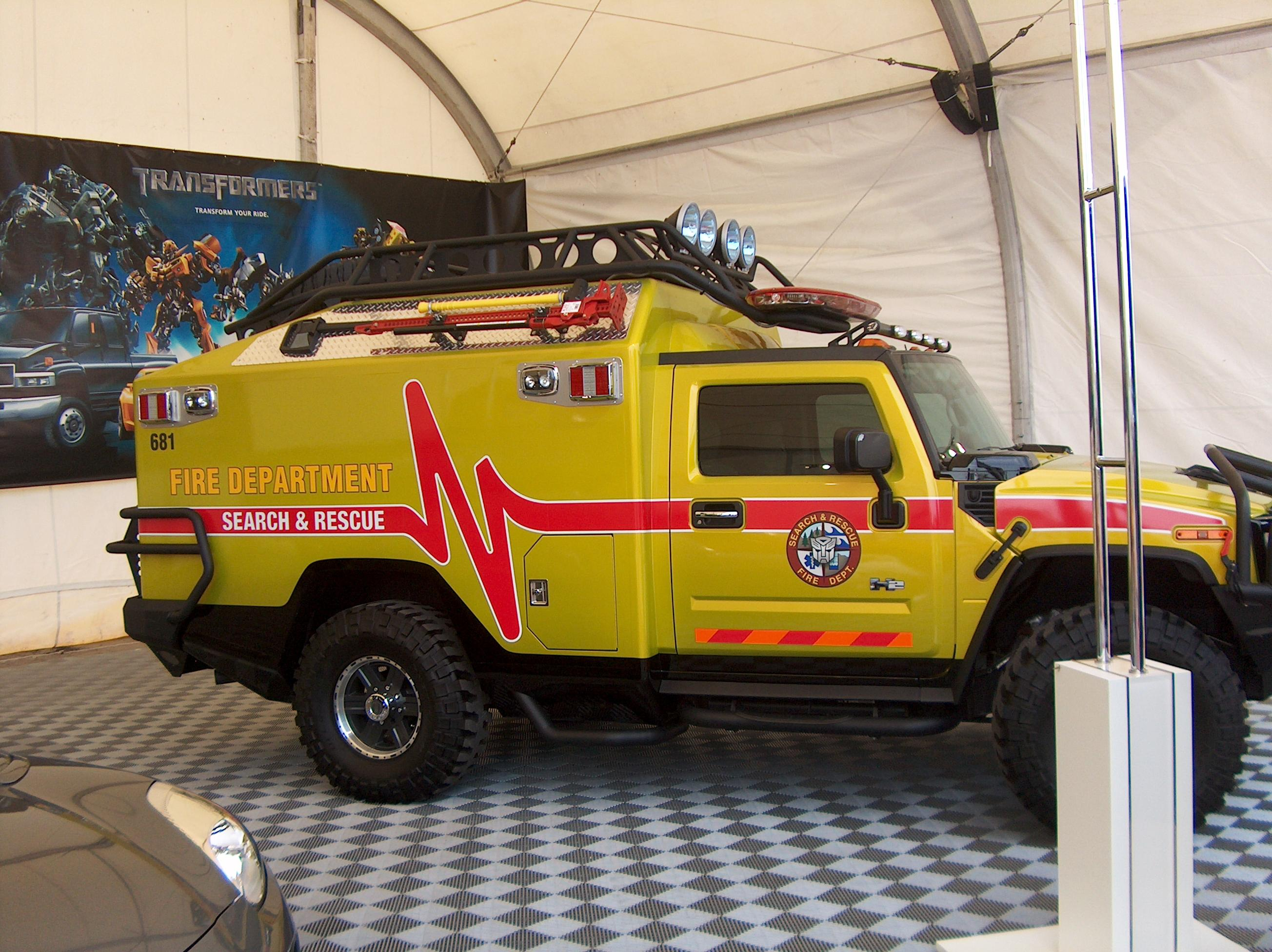
Pojazd Ratcheta

Ratchet musi po raz drugi stawić czoło Megatronowi, gdy ten podstępem zwabia go na Cybertron w celu realizacji przebiegłego planu zemsty na swych wrogach. Ratchet zostaje zmuszony do naprawienia Starscreama, zniszczonego po tym jak próbował przejąć całą energię tzw. Bazy Podstawowej. Musi zgodzić się na żądana Megatrona ponieważ na statku kosmicznym Autobotów, Arce współpracownicy Megatrona pozostawili ładunki wybuchowe które zostaną zdetonowane jeśli Ratchet nie będzie współpracował. Wybuch oznaczałby śmierć pozostałych na arce nieprzytomnych Autobotów. Chcąc nie chcąc Ratchet musi przywrócić do życia Starscreama, wzmacniając jego możliwości (ma zrobić z niego Pretendera - robota który jest skrywany pod zewnętrzną ludzką powłoką która może sterować także po wyjściu z niej co podwaja jego siłę) a przy tym wyczyścić jego umysł by służył wiernie Megatronowi. Gdy Starsceam zostaje naprawiony Megatron wysyła go przeciw Autobotom i Deceptikonom które toczą bitwę na Ziemi. Bitwa ta też jest wynikiem podstępu Megatrona który przy pomocy posłusznych sobie Deceptikonów zwabił obecnego ich dowódcę Scorponoka oraz Optimusa Prime w pułapkę. Walczący przeciwnicy zostają zaatakowani przez Starscreama, jednak Optimus Prime orientuje się w podstępie (zresztą Starscream ujawnia komu służy). Wspólnymi siłami Autoboty i Deceptikony uderzają na Starscreama, który uszkodzony błaga o litość. Ratchet bowiem wyczyścił jego pamięć ale pozostawił cechy osobowe wiedząc, że jako tchórz Starscream podda się przy pierwszym niepowodzeniu. Jednocześnie Autoboty na Arce uwalniają się spod "opieki" żołnierzy Megatrona, jednak mechanizm zapalnika czasowego ładunków wybuchowych zostaje uruchomiony. Tymczasem Ratchet szykuje Megatronowi kolejną niespodziankę. W tajemnicy przed wrogiem naprawił i uczynił Pretenderami trzy uszkodzone i przypadkowo sprowadzone wraz z nim na Cybertron Autoboty: Grimlocka, Jazza i Bumblebee. Nie są one jednak w stanie zniszczyć Megatrona, ale radzą sobie z jego współpracownikami. Megatron rusza w pościg za Ratchetem i znajduje go przy otwartych wrotach czasoprzestrzennych. Ratchet nie zamierza jednak uciec. Przez wrota sprowadza ładunki wybuchowe pozostawione na Arce. Przerażony Megatron rzuca się w stronę wrót ale Ratchet zatrzymuje go. Chwilę później bazę Megatrona niszczy eksplozja. Ratchet i Megatron zostają uznani za zmarłych.